# 内藤正縄
内藤 正縄（ないとう まさつな）は、江戸時代後期の大名。信濃岩村田藩の第6代藩主。岩村田藩内藤家7代。天保の改革を行なった老中・水野忠邦の実弟である。
寛政7年（1795年）、肥前唐津藩主・水野忠光の三男として生まれる。享和3年（1803年）閏1月18日、前年に死去した岩村田藩主・内藤正国の甥にあたることから養子に迎えられ、9歳で家督を継いだ。文化6年（1809年）10月1日、将軍・徳川家斉に拝謁する。同年12月28日、従五位下・下総守に叙任する。文化9年6月13日、初入国の許可を得る。
文化7年4月、日光祭礼奉行を命じられる。文化11年2月、大坂加番を命じられる。文政8年（1825年）12月、大番頭に就任する。天保9年（1838年）9月24日、伏見奉行に就任した。在任中、京都で逮捕された梅田雲浜を取り調べるなど、井伊直弼による安政の大獄を支えた。その功績により安政5年（1858年）7月11日には城主格に昇進した。安政6年（1859年）8月11日、解任されて、雁の間詰めとなる。
万延元年（1860年）2月25日に死去した。享年66。長男の正義は安政元年（1854年）に早世しているため、正義の長男で嫡孫の正誠が跡を継いだ。
なお、正縄の手植の梅の古樹が岩村田にあり、正縄公御手植の「豊後梅」と呼ばれている。

## 系譜
父母
- 水野忠光（実父）
- 内藤正国（養父）

正室
- 大岡忠正の娘

子女
- 内藤正義（長男）
- 有馬則篤（次男）
- 竹腰正厚（四男）
- 内藤信民（五男）
- 松前徳広正室
- 岡田善宝正室
- 角倉玄祐室
- 横山知哲正室

継嗣
- 内藤正誠 - 内藤正義の長男